# Santo Varão
Santo Varão é uma povoação portuguesa sede da Freguesia de Santo Varão do Município de Montemor-o-Velho, freguesia com 11,87 km² de área e 1916 habitantes (censo de 2021), tendo, por isso, uma densidade populacional de 161,4 hab./km².
Constituiu o couto de Santo Varão até ao início do século XIX. Foi vila e sede de concelho entre 1836 e 1853, até à sua extinção, em 31 de Dezembro de 1853. Este era constituído pelas freguesias de Pereira, Santo Varão, Alfarelos, Figueiró do Campo e Granja do Ulmeiro. Tinha, em 1849, 6 255 habitantes.
A freguesia é constituída por dois lugares, Santo Varão - que é a sede - e Formoselha. também ela um  couto até ao início do  século XIX.
A freguesia de Santo Varão é presidida por João Girão (PS).
O padroeiro da freguesia é São Martinho e a grande festa anual é de Nossa Senhora do Amparo. 

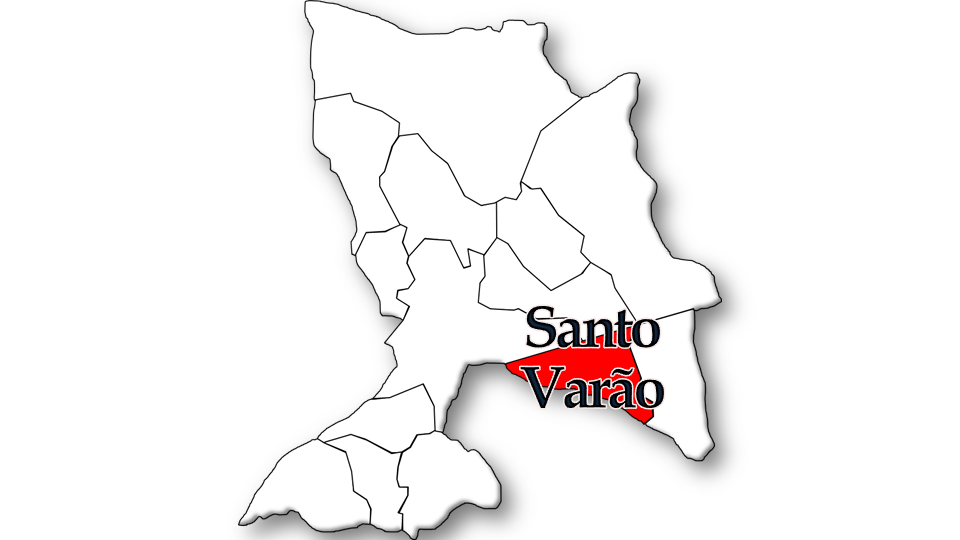
Localização no Município de Montemor-o-Velho

## Demografia
A população registada nos censos foi:
| Distribuição da População por Grupos Etários | Distribuição da População por Grupos Etários | Distribuição da População por Grupos Etários | Distribuição da População por Grupos Etários | Distribuição da População por Grupos Etários |
| -------------------------------------------- | -------------------------------------------- | -------------------------------------------- | -------------------------------------------- | -------------------------------------------- |
| Ano                                          | 0-14 Anos                                    | 15-24 Anos                                   | 25-64 Anos                                   | > 65 Anos                                    |
| 2001                                         | 215                                          | 162                                          | 778                                          | 347                                          |
| 2011                                         | 342                                          | 178                                          | 1081                                         | 368                                          |
| 2021                                         | 279                                          | 211                                          | 1050                                         | 376                                          |

## Património
- Capela de Nossa Senhora da Tocha
- Capela de Nossa Senhora do Amparo
- Capela de S. Bento
- Capela de Nossa Senhora da Nazaré - Formoselha
- Capela de Santo António - Formoselha
- Igreja Matriz de Santo Varão, dedicada a São Martinho

## Colectividades
- Centro Beira Mondego
- União Desportiva Santovaronense
- Liga de Amigos de Santo Varão
- Centro de Recreio Popular de Formoselha

## Entidades civis, políticas e religiosas
- Paróquia de Santo Varão